# Eun Won-jae
Đây là một tên người Triều Tiên, họ là Eun.
Eun Won-jae (sinh ngày 21 tháng 7 năm 1994) là một nam diễn viên người Hàn Quốc.

## Điện ảnh

### Phim
| Năm  | Tiêu đề            | Vai trò                 |
| ---- | ------------------ | ----------------------- |
| 2002 | 2009 Lost Memories |                         |
| 2002 | Marrying the Mafia | Jang Young-min          |
| 2003 | Natural City       | Yang                    |
| 2006 | Maundy Thursday    | thiếu niên Jung Yun-soo |
| 2007 | Hansel and Gretel  | Kim Man-bok             |

### Phim truyền hình
| Năm  | Tiêu đề                 | Vai trò                  | Kênh |
| ---- | ----------------------- | ------------------------ | ---- |
| 2001 | Outing                  |                          | SBS  |
| 2004 | Oolla Boolla Blue-jjang | Woo Joo-seon             | KBS2 |
| 2005 | Fashion 70's            | Jang Bin lúc nhỏ         | SBS  |
| 2006 | Spring Waltz            | Lee Soo-ho lúc nhỏ       | KBS2 |
| 2006 | Yeon Gaesomun           | thiếu niên Yeon Gaesomun | SBS  |
| 2012 | I Need a Fairy          | Shin Joo-seok            | KBS2 |

## Giải thưởng và đề cử
| Năm  | Giải thưởng            | Thể loại               | Đề cử             | Kết quả |
| ---- | ---------------------- | ---------------------- | ----------------- | ------- |
| 2006 | KBS Drama Awards       | Diễn viên trẻ xuất sắc | Spring Waltz      | Đề cử   |
| 2008 | 7th Korean Film Awards | Diễn viên mới xuất sắc | Hansel and Gretel | Đề cử   |

## Liên kết
- Eun Won-jae trên Twitter (tiếng Hàn)
- Eun Won-jae trên HanCinema
- Eun Won-jae tại Korean Movie Database
- Eun Won-jae trên IMDb